# Carissima
I Carissima sono un'antica famiglia nobile siciliana originaria di Bologna che ottenne, a Trapani, importanti cariche pubbliche amministrative tra il XV ed il XVII secolo.

## Le origini
La nobile ed antichissima famiglia dei Carissima vanta come capostipite un Gesualdo, ricordato da Filadelfo Mugnos come bravo cavaliere che si recò a combattere in Terra santa nel 1222 durante la fase finale della Quinta crociata recando una croce d'oro in campo rosso sul petto e, sotto di essa, il motto carissima: da lì derivano quindi il cognome e l'arme. 

## Storia
Fu portata in Sicilia da un Pascotto Carissima cavaliere dell'imperatore Federico II di Svevia nel 1248.
La linea continuò in Trapani, dove un Carissima, nel 1272 fece edificare la chiesa di Santa Caterina stabilendovi alcuni legati. Notiamo poi un Rizzone i cui figli furono molto legati alla corte di Martino I di Sicilia e seguirono il re nelle sue guerre dando mostra di tanto valore che uno di loro, Aloisio, ricevette l'incarico di vice-secreto di Trapani e Mazara nel 1398, le baronie delle isole di Favignana, Levanzo e Marettimo nel 1405 con le tonnare di San Nicolò e San Leonardo (che il dominus Riccardo Abate aveva ricevuto il privilegio di calare in detta isola nel novembre 1341) e ottenne inoltre l'ufficio di maestro razionale del Regno e di maestro portulano del Regno nel 1401. Vanno citati poi un Antonio, figlio di Pirrone, che ebbe concesso e confermato da Martino I di Sicilia il feudo di Sant' Ippolito, feudo poi ereditato dal figlio Tommaso, che terrà nel 1403 la carica di capitano di giustizia di Alcamo e nel 1414-1415 quella di senatore di Trapani; notiamo poi sempre a Trapani un Gaspare, senatore nel 1407-1408, un Melchiorre con l'ufficio di capitano di giustizia nel 1428-1429, un Giuseppe Antonio, anch'egli senatore prima nel 1604-1605, e poi nel 1612-1613 ed infine un Francesco, nobile dei baroni di Favignana che legò i de Carissima alla nobile famiglia dei Sieri Pepoli sposando la figlia di Giovanni VI barone di Fontanasalsa e Misilchaveri.
Arma: troncato; nel 1° di rosso, alla croce potenziata d'oro; nel 2° di rosso, a tre bande d'oro.